# 鈴木麻理奈
鈴木 麻理奈（すずき まりな、Marina Suzuki、1986年9月17日 - ）は、日本の作曲家、起業家。東京都出身。

## 概要
国立音楽大学演奏学科電子オルガン専攻首席卒業、武岡賞受賞。2009年より演奏家として活動開始、GirlyPrimeメンバーとしてCDリリース。
ランウェイサウンドの楽曲提供など、ファッション業界とのコラボレーションのほか、テレビ番組や映画の楽曲も担当している。
2017年、鈴木がプロデュースしたアルバム『ゆったりコーヒーを飲みながら聴くピアノ』が、Apple Music Jazzチャートで1位を獲得。株式会社Strainを設立、代表となる。同社では音楽を通した幼児の非認知能力を伸ばすレッスンである「ヒューマジック」を事業として運営。2018年、雑誌『VERY』が主催するイベントにてミセスCEOに選ばれている。

## 作品経歴
テレビ番組
- NHK
  - 『NHKニュース7』OP、EDテーマ曲
  - 『ニュースウオッチ9』スポーツコーナー曲
- NHK山口放送局『情報維新!やまぐち』全楽曲

プロモーションビデオ
- PlayStation®️VR×ANREARAGE動画BGM
- M・A・C公式動画BGM

映画
- 『全開の唄』の劇中音楽[4]
- 『幸せのプラン』の劇中音楽

## 受賞
ヤマハエレクトーンコンクール世界大会にて第2位受賞